# Alpenus indeterminata
Alpenus indeterminata là một loài bướm đêm thuộc phân họ Arctiinae, họ Erebidae.